# Alicja Szemplińska
Alicja Maria Szemplińska (sinh ngày 29 tháng 4 năm 2002 tại Ciechanów) là một ca sĩ người Ba Lan.

## Sự nghiệp
Năm 2016, Alicja Szemplińska là quán quân của chương trình thi tài năng Hit, Hit, Hurra! Năm 2019, cô là ca sĩ giành chiến thắng mùa thứ 10 của chương trình truyền hình The Voice of Poland. Năm 2020, nhờ màn biểu diễn thành công bài hát "Empires", Alicja Szemplińska chiến thắng cuộc thi tuyển chọn Eurovision quốc gia của Ba Lan mang tên Szansa na sukces. Cô dự định biểu diễn bài hát này ở trận bán kết thứ hai của cuộc thi Eurovision Song Contest 2020 tổ chức tại Rotterdam vào ngày 14 tháng 5 năm 2020. Thật không may là vào ngày 17 tháng 3 năm 2020, cuộc thi này đã bị hủy bỏ do đại dịch COVID-19. Alicja Szemplińska từng bày tỏ mong muốn rằng cô sẽ tiếp tục được đại diện cho Ba Lan để tham gia cuộc thi Eurovision Song Contest 2021.

## Đĩa hát

### Đĩa đơn
- "Prawie my" (2019)
- "Empires" (2020)
- "Gdzieś" (2020)

### Video âm nhạc
| Năm  | Tựa đề    | Đạo diễn          | Tham khảo |
| ---- | --------- | ----------------- | --------- |
| 2019 | Prawie my | Sebastian Wełdycz | [ 3 ]     |
| 2020 | Empires   | Dawid Ziemba      |           |
| 2020 | Gdzieś    | Olga Czyżykiewicz | [ 4 ]     |